# Сабашников, Сергей Васильевич
Серге́й Васи́льевич Саба́шников (31 мая [12 июня] 1873, Москва — 22 марта [4 апреля] 1909, Москва) — известный русский издатель, сахарозаводчик. Общественный деятель.

## Краткая биография
Родился в купеческой семье, где уже было пятеро детей: Екатерина, Антонина, Фёдор, Василий и Михаил; Сергей был младшим. Семья Сабашниковых жила в Большом Левшинском переулке, дом № 6/2. Родители умерли рано и младшие дети получали домашнее образование. Сдав экстерном экзамены на аттестат зрелости, Сергей Сабашников в 1894 году поступил на естественное отделение физико-математического факультета Московского университета. В университете он увлекался химией, и преподаватели отмечали, что у него есть все данные для серьёзного занятия этой наукой. Ученик Н. Д. Зелинского.
Издательская деятельность была начата братьями Михаилом и Сергеем Сабашниковыми с финансирования публикации книг их домашних учителей. Первая — «Злаки средней России» П. Ф. Маевского — вышла в 1891 году. В 1897 году появилось, ставшее широко известным, «Издательство М. и С. Сабашниковых».
В 1896 году вместе с братом он приобрёл Любимовский сахарный завод в Курской губернии. Принимал активное участие в земском движении, был гласным Покровского уездного земского собрания Владимирской губернии, в 1905 году был избран гласным Московской городской думы. В 1902 году они начали сотрудничать с журналом П. Б. Струве «Освобождение» и вступили в нелегальный «Союз освобождения».
Был одним из учредителей партии кадетов, а также входил в число основателей Народного университета имени А. Л. Шанявского.
В 1905 году подвергся нападению психически больного французского доктора Балле, разорившегося из-за банкротства брата Сабашникова — Фёдора. Сабашников получил два тяжёлых огнестрельных ранения и множество резаных ран кинжалом; перенёс ряд тяжелых операций; и хотя здоровье было сильно подорвано, он не прекращал работать вплоть до зимы 1908—1909 года.
По воспоминаниям брата Михаила, Сергей Сабашников «был самым значительным членом семьи и по природным дарованиям, и по подготовленности к жизненной деятельности». В память о брате Михаил Сабашников принял решение сохранить его имя в названии издательства.
Похоронен на Кунцевском кладбище в ограде церкви Спаса на Сетуни. На могиле был установлен памятник работы Н. А. Андреева, однако ныне там — только памятная доска.